# Université d'Oran 2 Mohamed Ben Ahmed
L'Université d'Oran 2 Mohamed Ben Ahmed (en arabe : جامعة وهران 2 محمد بن أحمد) est une université algérienne située à Belgaïd dans la commune de Bir El Djir dans la banlieue est de la ville d'Oran. L'Université a été créée en septembre 2014 conformément au décret exécutif n ° 14-261 du 22 septembre 2014, qui prévoyait la création de l'Université d'Oran 2, issue de la division de l'Université d'Oran 1 Ahmed Ben Bella, créée en 1967.

## Histoire

### Hirak de 2019
Lors du Hirak, des rassemblements ont eu lieu au sein de l’université en soutien au mouvement,.